# Oeganda op de Olympische Zomerspelen 2012
Oeganda nam deel aan de Olympische Zomerspelen 2012 in Londen, Verenigd Koninkrijk. Het was de veertiende deelname van het land aan de Olympische Zomerspelen.
De vijftien deelnemers, elf mannen en vier vrouwen, kwamen in actie op twaalf onderdelen in vier olympische sporten; atletiek, badminton, gewichtheffen en zwemmen. De atleten Benjamin Kiplagat, Moses Kipsiro, Geoffrey Kusuro en badmintonner Edwin Ekiring en atlete Docus Inzikuru (eerste deelname in 2004) namen deze editie voor de tweede keer deel.
De totale Oegandese medailleoogst werd op deze editie met een medaille uitgebreid tot zeven (2-3-2). De atleet Stephen Kiprotich veroverde op de marathon de tweede gouden medaille voor Oeganda.

## Medailleoverzicht
| Sport    | Olympiër          | Onderdeel    | Medaille |
| -------- | ----------------- | ------------ | -------- |
| Atletiek | Stephen Kiprotich | marathon (m) | Goud     |

## Deelnemers en resultaten
(m) = mannen, (v) = vrouwen

### Atletiek
| Olympiër          | Onderdeel              | Resultaat | Prestatie                                         |
| ----------------- | ---------------------- | --------- | ------------------------------------------------- |
| Julius Mutekanga  | 800m (m)               | 34e       | serie 7: 5de in 1.48,41                           |
| Abraham Kiplimo   | 5000m (m)              | 24e       | serie 2: 15de in 13.31,57                         |
| Moses Kipsiro     | 5000m (m)              | 15e       | serie 2: 7de in 13.17,68 finale: 15de in 13.52,25 |
| Geoffrey Kusuro   | 5000m (m)              | 36e       | serie 1: 18de in 13.59,74                         |
| Thomas Ayeko      | 10000m (m)             | 16e       | 27.58,96                                          |
| Moses Kipsiro     | 10000m (m)             | 10e       | 27.39,22                                          |
| Jacob Araptany    | 3000m steeplechase (m) | 25e       | serie 2: 7de in 8.35,85                           |
| Benjamin Kiplagat | 3000m steeplechase (m) | DSQ       | serie 1: 6de in 8.14,44 finale: gediskwalificeerd |
| Stephen Kiprotich | marathon (m)           | Goud      | 2:08.01                                           |
|                   |                        |           |                                                   |
| Janet Achola      | 1500m (v)              | 24r       | serie 3: 9de in 4.11,64                           |
| Docus Inzikuru    | 3000m steeplechase (v) | 20e       | serie 3: 7de in 9.35,29                           |
| Jane Suuto        | marathon (v)           | 92e       | 2:44,46                                           |

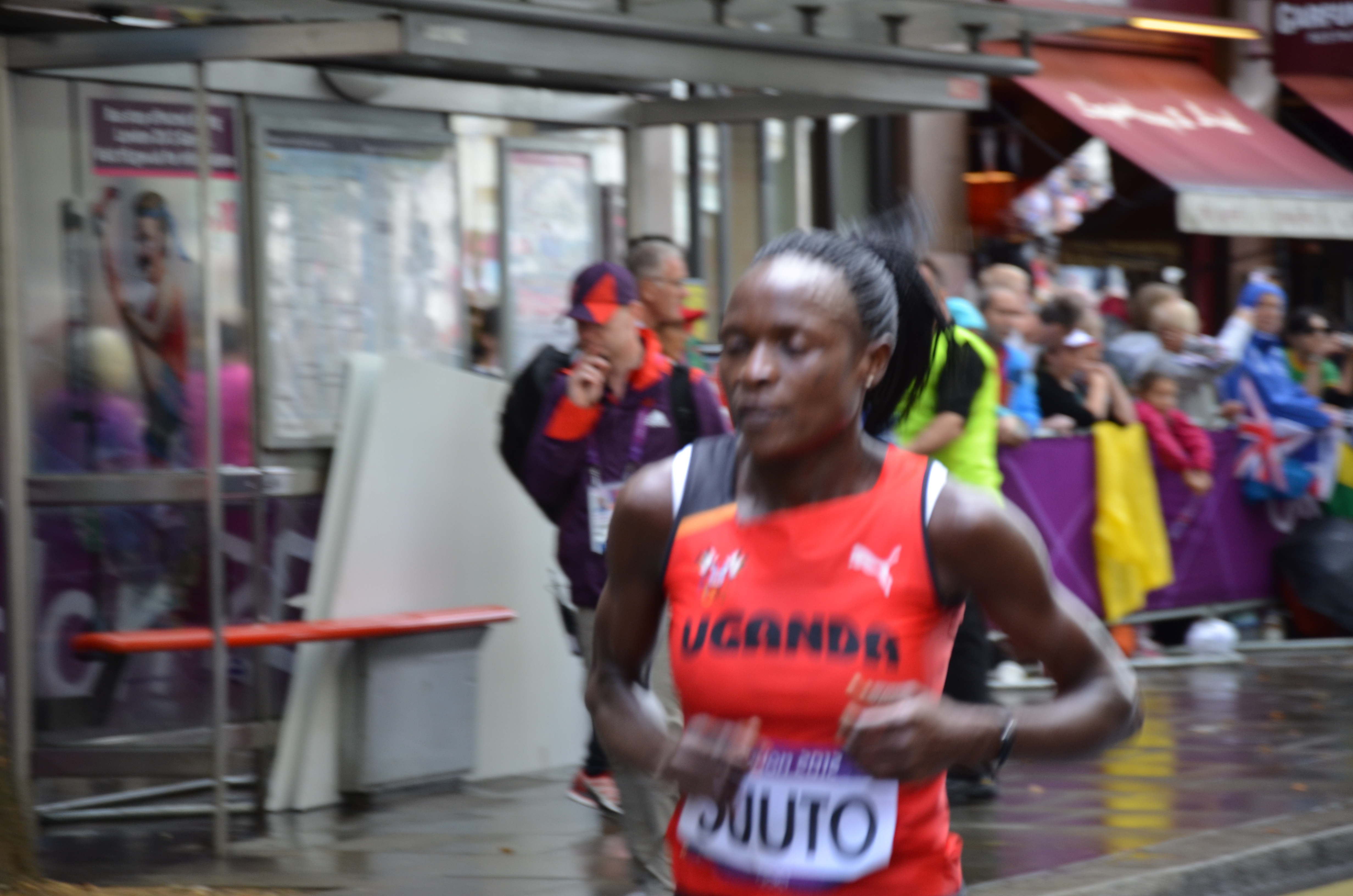
Jane Suuto in de olympische marathon

De voor de 800 meter (bij de vrouwen) ingeschreven Annet Negesa nam niet aan de wedstrijd deel.

### Badminton
| Olympiër      | Onderdeel     | Resultaat | Prestatie                                                                             |
| ------------- | ------------- | --------- | ------------------------------------------------------------------------------------- |
| Edwin Ekiring | enkelspel (m) | 33e       | groep F: 3de V van HKG Wang: 0-2 (10-21, 8-21) V van FRA Leverdez: 0-2 (12-21, 11-21) |

### Gewichtheffen
| Olympiër          | Onderdeel | Resultaat | Prestatie                                      |
| ----------------- | --------- | --------- | ---------------------------------------------- |
| Charles Ssekyaaya | -62kg (m) | 13e       | trekken: 14de met 105kg stoten: 13de met 130kg |

### Zwemmen
| Olympiër       | Onderdeel          | Resultaat | Prestatie                |
| -------------- | ------------------ | --------- | ------------------------ |
| Ganzi Mugula   | 50m vrije slag (m) | 53e       | serie 2: 5de in 27,58    |
|                |                    |           |                          |
| Jamila Lunkuse | 50m vrije slag (v) | 52e       | serie 5: 8ste in 28,44 ( |

Afghanistan · Albanië · Algerije · Amerikaanse Maagdeneilanden · Amerikaans-Samoa · Andorra · Angola · Antigua en Barbuda · Argentinië · Armenië · Aruba · Australië · Azerbeidzjan · Bahama's · Bahrein · Bangladesh · Barbados · België · Belize · Benin · Bermuda · Bhutan · Bolivia · Bosnië en Herzegovina · Botswana · Brazilië · Britse Maagdeneilanden · Brunei · Bulgarije · Burkina Faso · Burundi · Cambodja · Canada · Centraal-Afrikaanse Republiek · Chili · China · Chinees Taipei · Colombia · Comoren · Congo-Brazzaville · Congo-Kinshasa · Cookeilanden · Costa Rica · Cuba · Cyprus · Denemarken · Djibouti · Dominica · Dominicaanse Republiek · Duitsland · Ecuador · Egypte · El Salvador · Equatoriaal-Guinea · Eritrea · Estland · Ethiopië · Fiji · Filipijnen · Finland · Frankrijk · Gabon · Gambia · Georgië · Ghana · Grenada · Griekenland · Groot-Brittannië · Guam · Guatemala · Guinee · Guinee‑Bissau · Guyana · Haïti · Honduras · Hongarije · Hongkong · Ierland · IJsland · India · Indonesië · Irak · Iran · Israël · Italië · Ivoorkust · Jamaica · Japan · Jemen · Jordanië · Kaaimaneilanden · Kaapverdië · Kameroen · Kazachstan · Kenia · Kirgizië · Kiribati · Koeweit · Kroatië · Laos · Lesotho · Letland · Libanon · Liberia · Libië · Liechtenstein · Litouwen · Luxemburg · Macedonië · Madagaskar · Malawi · Maldiven · Maleisië · Mali · Malta · Marshalleilanden · Marokko · Mauritanië · Mauritius · Mexico · Micronesië · Moldavië · Monaco · Mongolië · Montenegro · Mozambique · Myanmar · Namibië · Nauru · Nederland · Nepal · Nicaragua · Nieuw-Zeeland · Niger · Nigeria · Noord-Korea · Noorwegen · Oeganda · Oekraïne · Oezbekistan · Oman · Oostenrijk · Oost-Timor · Pakistan · Palau · Palestina · Panama · Papoea-Nieuw-Guinea · Paraguay · Peru · Polen · Portugal · Puerto Rico · Qatar · Roemenië · Rusland · Rwanda · Saint Kitts en Nevis · Saint Lucia · Saint Vincent en Grenadines · Salomonseilanden · Samoa · San Marino · Sao Tomé en Principe · Saoedi-Arabië · Senegal · Servië · Seychellen · Sierra Leone · Singapore · Slovenië · Slowakije · Soedan · Somalië · Spanje · Sri Lanka · Suriname · Swaziland · Syrië · Tadzjikistan · Tanzania · Thailand · Togo · Tonga · Trinidad en Tobago · Tsjaad · Tsjechië · Tunesië · Turkije · Turkmenistan · Tuvalu · Uruguay · Vanuatu · Venezuela · Verenigde Arabische Emiraten · Verenigde Staten · Vietnam · Wit-Rusland · Zambia · Zimbabwe · Zuid-Afrika · Zuid-Korea · Zweden · Zwitserland · Onafhankelijke atleten